# Sandia Knolls, Novi Meksiko
Sandia Knolls je popisom određeno mjesto u okrugu Bernalillu u američkoj saveznoj državi Novom Meksiku. Prema popisu stanovništva SAD 2010. ovdje je živjelo 1 208 stanovnika. Dio je albuquerqueanskog metropolitanskog statističkog područja. 

## Zemljopis
Nalazi se na 35°9′46″N 106°18′23″W / 35.16278°N 106.30639°W. Prema Uredu SAD-a za popis stanovništva, zauzima 7,20 km2 površine, sve suhozemne.
Sandia Knolls se nalazi na sjeveroistoku okruga Bernalilla, na južnom kraju planinice Monte Largo, istočno od gorja Sandije. Na sjeveru graniči s nerazvijenim dijelom mjesta Edgewooda te na zapadu s popisom određenim mjestima San Antonitom i Sandia Parkom koji su 5 km zapadno.

## Stanovništvo
Prema podatcima popisa 2010. ovdje je bilo 1.208 stanovnika, 537 kućanstava od čega 340 obiteljskih, a stanovništvo po rasi bili su 91,3% bijelci, 0,4% "crnci ili afroamerikanci", 0,5% "američki Indijanci i aljaskanski domorodci", 0,2% Azijci, 0,0% "domorodački Havajci i ostali tihooceanski otočani", 5,8% ostalih rasa, 1,7% dviju ili više rasa. Hispanoamerikanaca i Latinoamerikanaca svih rasa bilo je 15,3%.